# 余家荣
余家荣（1920年11月16日—2020年10月14日），湖北武汉人，中国数学家，武汉大学数学与统计学院退休教授。

## 生平
1920年11月生于湖北汉口。7岁入私塾读书，师从当地名师郑味葑。1934年春考入湖北省立第二初级中学，1936年考入湖北省立武昌高中。1937年七七事变后，随全家到四川合川避难，就读国立四川中学。1940年考入国立中央大学数学系，师从孙光远等先生。1944年毕业，获理学士学位，同时留校任助教兼研究生。
1947年考取公费留法，先后在斯特拉斯堡大学和巴黎大学学习，1950年获数学科学博士学位，论文《关于某些整函数的波莱尔线》。1951年回国，任武汉大学教授。长期从事基础数学的教学和科研工作，代表性论著有《若干整函数的博勒尔线》、《随机狄里克莱级数的一些性质》等。1988年获国家教委科技进步二等奖。1991年，获法国政府授予的棕榈勋章。1998年退休。
2019年6月28日至30日，武汉大学数学与统计学院召开“复分析研讨会暨余家荣教授百岁华诞庆祝会”。
2020年10月14日20时49分逝世。